# Marco van der Heide
Marco van der Heide (Drachten, 12 januari 1989) is een Nederlandse voormalig voetballer die als aanvallende middenvelder of centrumspits speelde.
Van der Heide tekende in de zomer van 2011 bij SC Cambuur zijn eerste contract bij een club in het betaald voetbal. Hij kwam destijds over van Flevo Boys.  Voor zijn jaren in Emmeloord, speelde hij in de Eerste klasse voor Drachtster Boys. Ook PEC Zwolle wilde hem graag inlijven, maar Van der Heide koos voor Cambuur.
Een slepende liesblessure hield hem in het Eerste divisie-seizoen 2011-2012 maanden aan de kant. Pas op 2 maart 2012 debuteerde hij in de thuiswedstrijd tegen FC Volendam (4-1). Hij bekroonde zijn invalbeurt met een doelpunt.
In het seizoen erop bleef zijn lies hem parten spelen, waardoor hij in de eerste acht wedstrijden van het seizoen telkens inviel. Hij maakte daarin drie goals, waaronder de winnende treffers tegen naaste concurrenten FC Volendam (1-2) en Sparta Rotterdam (3-2).
In de thuiswedstrijd tegen FC Dordrecht kwam Van der Heide hard in botsing met Josimar Lima. Hij hield er een zware hersenschudding aan over en moest zijn carrière stopzetten. In december 2013 namen Cambuur en Van der Heide per direct afscheid van elkaar.
Vier seizoenen later hervatte hij het voetballen op amateurniveau. Eerst twee seizoenen bij Oranje Nassau en aansluitend vier seizoenen bij ACV Assen in de Derde Divisie.
Na zijn carrière schreef Van der Heide samen met Bart Heuvingh het boek 'Talent van Morgen' over talentontwikkeling in sport, werd hij redacteur bij het trainersvakblad De Voetbaltrainer en ging werken als ondersteuner van profclubs bij scouting.

## Clubstatistieken
| Seizoen | Club       | Competitie     | Duels | Doals |
| ------- | ---------- | -------------- | ----- | ----- |
| 2011/12 | SC Cambuur | Eerste divisie | 8     | 1     |
| 2012/13 | SC Cambuur | Eerste divisie | 8     | 3     |
| 2013/14 | SC Cambuur | Eredivisie     | 0     | 0     |
| Totaal  | Totaal     | Totaal         | 16    | 4     |